# Škoda Popular
Der Škoda Popular war der Nachfolger des Škoda 420 Popular. Der zweitürige Kleinwagen kam 1937 mit Limousinen- und Roadster-Karosserien in Holz-/Stahlmischkonstruktion heraus.

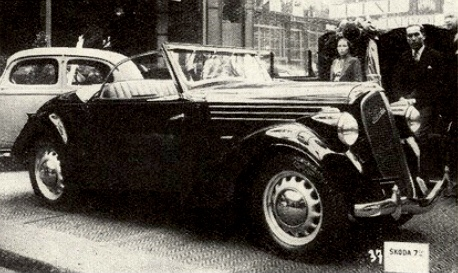
Škoda Popular 1100 Roadster

Der neue, wassergekühlte OHV-Vierzylinder-Reihenmotor hatte einen Hubraum von 995 cm³ und eine Leistung von 20 kW (27 PS). Er beschleunigte das 470–800 kg schwere Fahrzeug bis auf 100 km/h. Über die Kardanwelle und das an der Hinterachse angeflanschte Getriebe (Transaxle-Bauweise) wurde die Antriebskraft an die Hinterräder weitergeleitet. Der vorne und hinten gegabelte Skelettrahmen des Wagens bestand aus geschweißten Stahl-U-Profilen und besaß ein Zentralrohr.
1938 erschien parallel dazu der Škoda Popular 1100. Sein Motor hatte 1089 cm³ Hubraum mit 68 mm Bohrung und 75 mm Hub und leistete 22 kW (30 PS). Die Höchstgeschwindigkeit des 550–900 kg schweren Fahrzeugs betrug ebenfalls 100 km/h.
1939 wurde der Škoda Popular vom Škoda Popular 995 abgelöst. Seine Motorleistung war gegenüber dem Vorgänger auf 16 kW (22 PS) gedrosselt. Seine Höchstgeschwindigkeit sank so auf 95 km/h.
In der Nachkriegszeit wurden 159 Popular aus Ersatzteilen und Restbeständen zusammengebaut.
Nachfolger des Typs Popular 1100 war ab 1940 der Škoda 1101 Tudor.